# Бергсёйа
Бергсёйа (норв. Bergsøya) — остров норвежского архипелага Сёрёйане в коммуне Херёй фюльке Мёре-ог-Ромсдал.

## Расположение
Архипелаг Сёройане находится в регионе Суннмёре, к юго-западу от города Олесунн. Остров Бергсойя находится к северу от более крупного Гурскёй, к западу от Лейнойи и к юго-востоку от Нерландсёйи. К северу от Холмфьорда лежит остров Ремойя.
Площадь острова составляет около 7,6 км², в 2015 году на нём проживало 3558 жителей. Это делает его самым густонаселённым островом в муниципалитете Херёй. На острове находится город Фуснавог, где находится административный центр Херёя. В Фуснавоге проживает 3561 человек на площади 3,1 км² (по состоянию на 1 января 2021 г.) . Город сосредоточен вокруг небольшой бухты, впадающей в Бергсойю с севера. Запад острова практически необитаем. Также есть озеро Стореватнет. На северо-восточном побережье также есть возвышенность, остальная часть острова в основном плоская. В центре находится болотистая местность с небольшими водоёмами.

## Транспортное сообщение
Через остров проходит дорога Fylkesvei 5878. На восток также ведёт дорога Fylkesvei 654. Связь с материком осуществляется только через паромы, которые отправляются с других островов архипелага.